# ليستير بيتري
ليستير بيتري هو سياسي أمريكي، ولد في 1878 في سان فرانسيسكو في الولايات المتحدة، وتوفي في 1956. نشط حزبياً في الحزب الديمقراطي.